# 호시노 유나

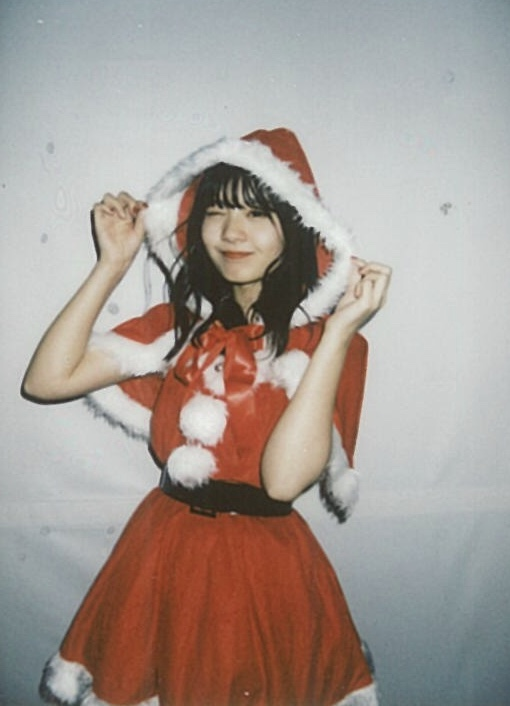

호시노 유나(일본어: 星乃 夢奈 ほしの ゆな[*]/Hoshino Yuuna, 2003년 11월 7일 ~ )는 배우. 본명은 코지마 유나(일본어: 小島 夢奈 こじま ゆな[*]/Kojima Yuna)라고 한다.
- 오빠이자 유튜버인 괴도 핑키 채널 출연으로 화제가 되었다. 이후 VAZ의 소속이 됐고 자신도 YouTube 채널을 개설하게 된다.
- 인기 있는 디지털 인플루언서의 한 사람으로서 에이스 쿡 『슈퍼 컵 MAX』의 WEB 동영상에 기용되었다.
- 다이하츠 공업이 10대 사이에서의 인지도를 높이기 위해 종합 프로듀서 히카리소를 중심으로 결성한 '장난전대 다이하튬'의 멤버로 뽑혔다.
- 동사제의 후부착 사고 방지 장치의 홍보등을 목적으로 한 캠페인 『#하라주쿠 마지다이하츠』가 행해져 2019년 7월 6일에 개최된 이벤트에는 『장난전대 다이하츠움』의 멤버로서 참가했다.
- 가면라이더 기츠 오디션 당시에는 변신하지 않는 여성 역할이나 게임 네비게이터 역할 등 4가지 정도의 역할이 있어 어떤 캐릭터가 될지 제대로 모르는 상태였다고 한다.
- 반려견으로는 '모코짱'과 '고마짱'이 있다.
- 고양이 알레르기를 가졌다고 하는데 정작 가면라이더 기츠에서는 고양이의 모티브인 라이더로 변신한다.
- 좋아하는 것은 타코야키다.